# ترنيمة عيد الميلاد (فلم 1999)
ترنيمة عيد الميلاد (بالإنجليزية: A Christmas Carol) فيلم ل «دافيد دجونس» اقتباسا عن كتاب يحمل نفس العنوان ل «تشارلز ديكنز»، من بطولة «باتريك ستيوارت».

## قصة الفيلم
يحكي الفيلم عن قصة مقاول شحيح، بخيل وبارد العواطف يفتقد شريكه في المقاولة «جاكوب مارلي»، الذي تمثل شبحه ليلة أعياد الميلاد ل «سكولز» ناصحا إياه بالتخلي عن صلابة النفس وقصر اليد والأفكار المنافية لأمثاله من البشروخاصة في غضون أفراح أعياد الميلاد متوعدا إياه بحضور ثلاثة من الأشباح
سيكونون فيما بعد بالمنذرين والمبشرين بالعواقب المترتبة عن اختيار هذا الإتجاه السلبي واللا إنساني.
ويبدأ سدل الستار بظهور شبح عيد الميلاد للسنة الفائتة ثم الثاني الذي يظهر حقيقة الأفراح التي يعيشها الناس على اختلاف طبقاتهم وأماكن وجودهم، والثالث والأخير للأعياد القادمة وما سيؤول إليه مصير «سكولز» إن هو بقي على حالته الباردة المتشنجة، هذا الشبح سيكون نقطة التحول لبطل الفيلم، وهذه النقطة ما هي إلا المصير الذي بدأ به الفيلم، وهو تشييع جنازة «جاكوب مارلي» والهيئة التي ظهر بها لشريكه.
هذه نبدة قصيرة للطابع الكلي للقصة. أما إذا أحببنا دراسة الفيلم من الوجهة النفسية، فالشيئ الكثير يمكن قوله في هذا الباب.
فالزمكان المختار لسرد أحداث الفيلم لم تكن بالصدافية، فاختيار القرنين السابع والثامن عشر من تاريخ أوروبا يعني زمن تشبت الإنسان الأوربي بهويته الدينية المسيحية، واقتناعه بفلسفة الرحمة والأخوة والتعاون التي أمر بها السيد المسيح، والعيد ذكرى لميلاده، فالأولى اتباعه والاقتداء به عوض تحريف مسار هذه الفلسفة بابتكار أفكار جديدة ليست إلا نتاج اضطهاد في سن الطفولة أو مفارقات تولدت عن الفقر وعن قساوة الحياة. والنقيض يظهر في الفيلم جليا، ف «سكولز» ميسور الحال وحيداعكس مستخدمه الذي يعيش حالة فقر مزرية ويجب عليه ان يعيل أسرة من سبعة افراد بمافيهم طفل معاق يتهدده الموت ورغم هذا فالحياة سعيدة والوئام مكتمل، خفة الروح، والتعاسة الوحيدة المعاشة هو الخوف من فقدان الطفل المعاق على نقيض المقاول الميسور الذي يعتقد ان موت المحرومين سيقلص من النمو الديمغرافي وهذه مفارقة عجيبة تتكرر عبرالأزمنة في تاريخ النفوس البشرية على شاكلة «سكولز» وهل يا تري يوجد رزق العباد بيد أحد من غير يد رب السماء؟
هناك شعوب وقبائل كثر، لديها أعياد وأفراح كل على طريقته، تدخل البهجة في صدور الفقراء كما الأغنياء، الكل يعيش سعادته والمتمرد على هذه الأحوال والموروثات فلا ريب سيعيش تعاسة «سكولز» وتطرفه وبقائه خارج السلسلة البشرية، وستكون هي حمله وعذابه.
إن عدم الإكثرات بالأخرى ن يدخل إلى الحلقة المفرغة والموت أو قل هاجسه هو النقطة الملزمة والإجبارية لعودة الإنسان إلى مثيله.والشبح ذو المسوح السوداء هو العبارة الجلية لفرض هذا التحول لدى الإنسان، وهذه صفة عامة.

## وصلات خارجية
- مقالات تستعمل روابط فنية بلا صلة مع ويكي بيانات